# Het mooiste meisje van de klas (AVROTROS)
Het mooiste meisje van de klas is een Nederlands televisieprogramma van de AVROTROS (voorheen TROS), gepresenteerd door Jaap Jongbloed. Het eerste seizoen van het programma ging van start op 3 januari 2008 en beleefde op 11 mei 2021 zijn honderdste uitzending.

## Het programma
In elke aflevering staat een vrouw centraal die in de periode tussen 1970 en 1990 het mooiste meisje van de klas was. Wat maakte haar zo speciaal en wat is er jaren later van haar geworden? Daarbij komen ook oud-klasgenoten aan het woord.

## Kandidaten (selectie)
Door de jaren heen zijn ook enkele bekendere dames in een aflevering aangewezen als 'het mooiste meisje van de klas', waaronder:
- Linda Dubbeldeman
- Daniella van Graas
- Esther Kooiman
- Saskia van Rijswijk
- Barbara Snellenburg
- Petra Stienen
- Natasja Vermeer
- Birke Zeegers
- Mirjam en Karin van Breeschoten
- Simone Angel

## Who's that girl?
In het najaar van 2023 kwam het programma met een speciaal VIPS-seizoen met enkel bekende Nederlandse vrouwen. Het programma werd uitgezonden onder de naam Who's that girl? - Het mooiste meisje van de klas VIPS en ging van start op 24 september 2023. Wegens positieve reacties werd het programma in het voorjaar van 2024 met een seizoen verlengd.

### Seizoen 1 (2023)
| Afl. | Uitzenddatum      | Bekende Nederlander |
| ---- | ----------------- | ------------------- |
| 1    | 24 september 2023 | Jessie Jazz Vuijk   |
| 2    | 1 oktober 2023    | Dionne Slagter      |
| 3    | 8 oktober 2023    | Sarita Lorena       |
| 4    | 15 oktober 2023   | Maxime Meiland      |

### Seizoen 2 (2024)
| Afl. | Uitzenddatum  | Bekende Nederlander     |
| ---- | ------------- | ----------------------- |
| 1    | 21 maart 2024 | Gaby Blaaser            |
| 2    | 28 maart 2024 | Nochtli Peralta Alvarez |
| 3    | 4 april 2024  | Zeynep Dag              |
| 4    | 11 april 2024 | Sylvana IJsselmuiden    |

### Seizoen 3 (2024)
| Afl. | Uitzenddatum     | Bekende Nederlander |
| ---- | ---------------- | ------------------- |
| 1    | 26 november 2024 | Famke Louise        |
| 2    | 2 december 2024  | Kim Feenstra        |
| 3    | 9 december 2024  | Sylvia Geersen      |
| 4    | 16 december 2024 | Maria Tailor        |